# Zelomera imitans
Zelomera imitans är en fjärilsart som beskrevs av Butler 1882. Zelomera imitans ingår i släktet Zelomera och familjen tandspinnare. Inga underarter finns listade i Catalogue of Life.